# ضربه‌های کشنده
ضربه‌های کشنده (به چینی: 風雨雙流星) یک فیلم رزمی محصول سال ۱۹۷۶ سینمای هنگ کنگ به کارگردانی جیمی وانگ یو و لو وی با بازی جکی چان است. این فیلم تبدیل به یک فیلم کالت شده است.

## داستان
می وی با بازي "جیمی وانگ یو" با استفاده از سلاح مخفی‌اش تمام رقبايش را شکست داده است، وو بين با بازي "جکی چان" که خود مبارزی قدرتمند است از می وی درخواست کمک می‌کند و...

## بازیگران
- جیمی وانگ یو ... می وی
- جکی چان ... وو بین